# Creative Mobile
Creative Mobile es una desarrolladora y distribuidora de videojuegos independiente con sede en Tallin, Estonia.
Creative Mobile fue fundado en 2010 por 3 colegas interesado en hacer juegos para el mercado Android. La empresa se convirtió rápidamente en un estudio de juegos líder, encabezando constantemente las listas de juegos de Android e iOS. Creative Mobile nunca ha recaudado fondos y todavía es propiedad de los fundadores originales.
En 2012, Creative Mobile fue nombrada 'Startup of the Year' en Estonia y un desarrollador Top 50 de PocketGamer en 2013, 2014 and 2015. En 2014, Creative Mobile celebró 200 millones de instalaciones de juegos en la plataforma Android.
Creative Mobile es un inversor de Gamefounders, un acelerador de juegos con sede en Tallin, Estonia. También es un organizador de la GameDev Days Conference en cooperación con IGDA Estonia y el  Fondo Europeo de Desarrollo Regional de la Unión Europea.

## Videojuegos
Creative Mobile es conocido por las franquicias de juegos Drag Racing y Nitro Nation.
Drag Racing fue incluido por The New York Times como una de las 'Mejores aplicaciones de juegos de Android de 2011', un Webby Award de 2012 galardonado en la categoría de juegos de aplicaciones y sitios móviles y es una de los juegos más descargados en Google Play con más de 100 millones de jugadores en todo el mundo.
En 2015, Nitro Nation Stories fue galardonado como 'Mejor juego para dispositivos móviles' en la conferencia DevGamm en Hamburgo. El 26 de abril de 2016, se anunció que Creative Mobile y Moor Games estaban colaborando para lanzar un juego de carreras para dispositivos móviles con el rapero Fetty Wap. El juego es una rama del juego para dispositivos móviles Nitro Nation Stories.
| Año                                  | Título                          | Plataforma(s)               |
| ------------------------------------ | ------------------------------- | --------------------------- |
| 2010                                 | Basketball Shots 3D             | Android                     |
| 2010                                 | Overkill: Space Shooter         | Android                     |
| 2011                                 | Alchemy~Genetics                | Android                     |
| 2011                                 | Drag Racing                     | Android , iOS               |
| 2011                                 | Bad Blood                       | Android                     |
| 2012                                 | Drag Racing: Bike Edition       | Android , IOS               |
| 2012                                 | Digger HD                       | Android                     |
| 2012                                 | Pocket Dragons                  | Android                     |
| 2012                                 | Clash of the Damned (Publicado) | Android                     |
| 2013                                 |                                 |                             |
| Drag Racing                          | Java ME                         |                             |
| Drag Racing 4x4                      | Android                         |                             |
| Clash of the Damned (Publicado)      | Android , iOS                   |                             |
| Mushroom Wars (Publicado)            | Android                         |                             |
| War of Tanks (Publicado)             | Android                         |                             |
| Basketball Shots 3D (Publicado)      | iOS                             |                             |
| 2014                                 |                                 |                             |
| Nitro Nation Online                  | Android                         |                             |
| Road Smash (Publicado)               | Android                         |                             |
| Last Inua (Publicado)                | iOS                             |                             |
| Snowboard Run (Publicado)            | Android                         |                             |
| Zombie Harvest (Publicado)           | Android                         |                             |
| Pinball Fantasy HD (Publicado)       | Android                         |                             |
| War of Tanks: Clans (Publicado)      | Android                         |                             |
| Hamster Balls (Publicado)            | Android, Facebook               |                             |
| Ambush! Tower Offense (Publicado)    | Android                         |                             |
| 2015                                 | Nitro Nation Stories            | Android                     |
| 2015                                 | Nitro Nation Online             | IOS, Windows Phone, Samsung |
| 2015                                 | Stickman Trials (Publicado)     | Android, iOS                |
| 2015                                 | Drag Racing: Club Wars          | Android                     |
| 2016                                 |                                 |                             |
| Fetty Wap: Nitro Nation Stories      | Android, iOS                    |                             |
| Pocket Tower: Skyscraper (Publicado) | Android, iOS                    |                             |
| Cyberline Racing (Publicado)         | Android                         |                             |
| Trigger Time (Publicado)             | Steam Greenlight                |                             |

## Otras lecturas
- "Una mejor experiencia de juego de rol con Pocket Dragons para Android"- PC Mag
- "Next Silicon Valleys: Small Estonia has big ideas" - BBC
- "Un millonario con un juego para móviles" - Postimees , "Una buena idea de negocio hizo millonario a un desempleado" - Postimees
- "Restart clasificó a las empresas emergentes de TI más prometedoras y a los mejores pensadores" - Delfi
- "Fututuba: el juego es obra de un gran hombre" - Ärileht
- "Top 10 Estonian startups to watch in 2013" - Estonian World Review
- "Äripäev acogerá la conferencia de negocios más grande e influyente de Estonia" - Baltic Business News Archivado el 16 de septiembre de 2015 en Wayback Machine.
- "Creative Mobile, con sede en Estonia, obtiene un gran puntaje con el juego Drag Racing" - Arctic StartUp
- "Vladimir Funtikov: Superando los tiempos difíciles" - GameSauce Archivado el 29 de octubre de 2015 en Wayback Machine. , "Vladimir Funtikov: Vagabundos y vagabundos" - GameSauce, Casual Connect (enlace roto disponible en Internet Archive; véase el historial, la primera versión y la última).
- "Cómo respondió el editor estonio de juegos móviles Creative Mobile a la clonación" - Chartboost Archivado el 7 de marzo de 2017 en Wayback Machine.